# Sérichamp
Sérichamp est un sommet du massif des Vosges, partagé entre les communes Ban-sur-Meurthe-Clefcy et de Plainfaing, dans le département des Vosges, en France.

## Toponymie
Le nom pourrait dériver de souris champ ou de séris, signifiant « champ tardif ». Dans les anciens documents, on trouve souvent la forme « Strichamp », prononcée avec un « t » sonore en patois. Ce terme, issu du latin stratum (« étroit »), évoque une longue bande de terrain, correspondant à la chaume primitive. Ainsi, « Sérichamp » pourrait aussi signifier « champ étroit ».
Anciennes mentions : Serichamp (XIVe siècle) ; Serichamps (1562) ; Sourichamps (1582) ; Sourgchamps et en allemand Mensberg (1594) ; Missberg alias Serigchamps (XVIe siècle) ; Seurichamps (1603) ; Sourichamps (1610) ; Sourichamp (1625) ; Srichamp (1813).

## Géographie

### Situation
Le massif sépare les vallées de la Meurthe et de la Petite Meurthe. Sa partie haute est relativement plate, ayant permis l'implantation d'une chaume appelée chaume de Sérichamp. Les abords sont parfois très pentus, notamment à l'est avec les roches du Valtin et à l'ouest avec le défilé de Straiture.
Au nord-est de celle-ci, le gouffre sauvage de Xéfosse aux pentes abruptes abrite une tourbière associée à différentes légendes, dont une stipulant l'existence d'un lac qui dissimulait un animal monstrueux ayant submergé d'eau toute la vallée jusqu'au-delà de Fraize.

### Accès
Depuis le Grand Valtin, une route carrossable mène aux abords de la chaume. Il est également possible de la rejoindre en empruntant le défilé de Straiture ou en partant de Fraize et Plainfaing en suivant le balisage du Club vosgien.

## Histoire
Les tenanciers de saint Blaise et sainte Agathe, entre le IXe et XIe siècles, défrichèrent la montagne de Sérichamp pour y mener paître leurs troupeaux. Les chanoines de Saint-Dié, successeurs des moines de Galilée, conservent la chaume du Chapitre jusqu’à la Révolution. En 1476, le duc René II, par une charte, fait défricher une seconde pelouse à l’ouest, dans le Ban-le-Duc, dite chaume domaniale. Il y avait désormais deux chaumes : la chaume du Chapitre, la première, et la chaume domaniale, plus petite et annexe. Le bétail de cette dernière devait s'abreuver sur la propriété du Chapitre, pour laquelle le duc versait une indemnité annuelle.
En 1700, Claude Vuillemin, contrôleur de la gruerie de Bruyères, inspecta les chaumes. Son rapport sur la chaume de Sérichamp précise qu'il n’y avait qu’une vacherie sans autres bâtiments, indiquant que la chaume n’était occupée que l'été. Les chaumistes venaient des vallées lorraines proches, comme Clefcy, Ban-le-Duc, Anould, Gerbépal, Corcieux, Sainte-Marguerite, Fraize et Gérardmer. Le troupeau était considérable : en 1584, une supplique à la Cour des comptes de Lorraine révèle que le fermier du Chapitre envoyait 100 vaches et 20 chevaux sur la chaume, alors qu'il ne nourrissait auparavant que 68 vaches et 2 chevaux.
Des réclamations surviennent également : en 1589, les habitants de Gérardmer protestent contre l'usage excessif de la chaume, soulignant qu'il ne devait y avoir que deux gistes avec 34 vaches chacun. En 1560, des pâtres d'Orbey érigent une loge pour leurs bestiaux sur le gazon domanial de Sérichamp, entraînant la destruction de la construction après plainte du fermier ducal. Enfin, les deux chaumes de Sérichamp furent vendues aux enchères à Saint-Dié le 13 juin 1792 comme biens nationaux.

## Activités

### Télécommunications

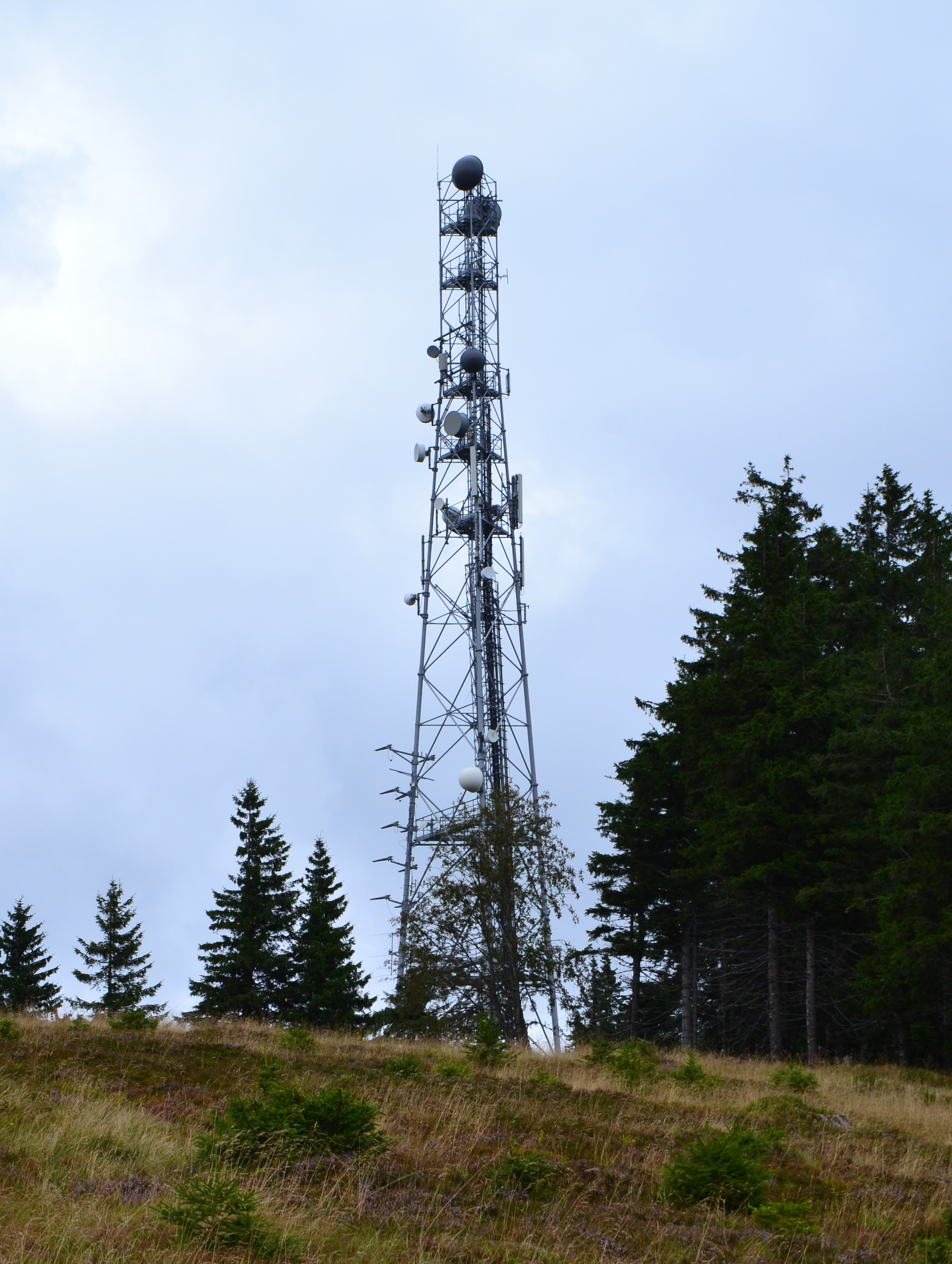
L'antenne-relais de Sérichamp.

La situation dégagée du sommet y a motivé l'implantation d'une antenne-relais qui dispose d'antennes et assurent à la fois la connexion fixe et mobile pour les abonnés.

### Sports
Une course pédestre, la Montée de Sérichamp, est organisée régulièrement depuis 1995.

### Protection environnementale
Sérichamp est à proximité directe du site Natura 2000 « massif de Haute Meurthe » et de la réserve biologique dirigée de Haute-Meurthe,.